# لاوارونه
لاوارونه (به ایتالیایی: Lavarone) یک کومونه در ایتالیا است که در ترنتینو واقع شده‌است.

## خصوصیات
لاوارونه ۲۶٫۳ کیلومترمربع مساحت و ۱٬۱۰۹ نفر جمعیت دارد و ۱٬۱۰۰ متر بالاتر از سطح دریا واقع شده‌است.

## خواهرخوانده
شهر مالگراته خواهرخواندهٔ لاوارونه هست.